# Ihar Schaljasouski
Ihar Schaljasouski (belarussisch Ігар Жалязоўскі; russisch Игорь Николаевич Железовский, Igor Nikolajewitsch Schelesowski; * 1. Juli 1963 in Orscha; † 12. Juni 2021 in Minsk) war ein Eisschnellläufer, der bei internationalen Wettbewerben bis 1991 für die Sowjetunion, 1992 für deren Nachfolgeorganisation Gemeinschaft unabhängiger Staaten und danach für Belarus startete.

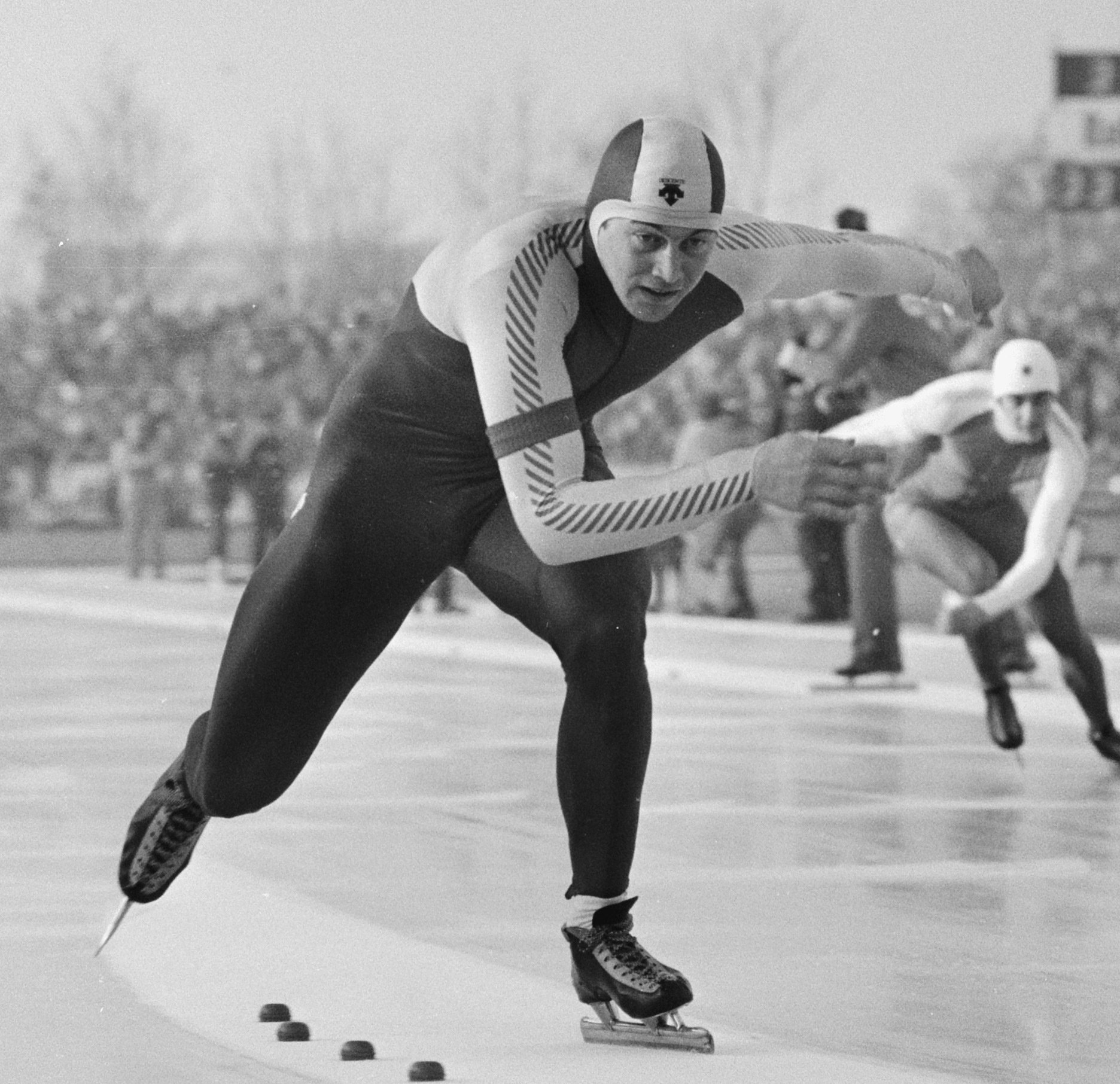
Ihar Schaljasouski 1985

Er war einer der erfolgreichsten Sprinter im Eisschnelllauf überhaupt und trug wegen seiner Erfolge den Spitznamen „Igor der Schreckliche“. Er wurde sechs Mal Sprintweltmeister. Diese Marke ist bis heute unübertroffen.
Bei Olympischen Spielen konnte er lediglich bei den Winterspielen 1988 in Calgary Bronze und 1994 in Lillehammer Silber über 1000 Meter gewinnen.
Nach den Winterspielen in Lillehammer beendete er seine Laufbahn und wurde später Präsident des Belarussischen Eisschnelllaufverbandes. Er starb an den Folgen einer COVID-19-Infektion.